# Francia Wikipédia
A francia Wikipédia (franciául: Wikipédia francophone vagy Wikipédia en français) a Wikipédia projekt francia nyelvű változata, egy szabadon szerkeszthető internetes enciklopédia.
2001. május 11-én jött létre, egymilliomodik szócikke pedig 2010. szeptember 21-én született meg; ezzel a szócikkek száma szerinti sorrendben az angol és német változat mögött a harmadik helyen áll. Az enciklopédia a legnagyobb újlatin nyelvű Wikipédia is egyben.
Ugyanakkor ez a Wikipédia is használ automatizált robotprogramokat arra, hogy szócikkeket készítsen; az így megalkotott cikkek főleg Franciaország településeiről és közigazgatási egységeiről szólnak, és meglehetősen sablonosak, létrejöttükkor csak táblázatokat tartalmaznak.

## Története

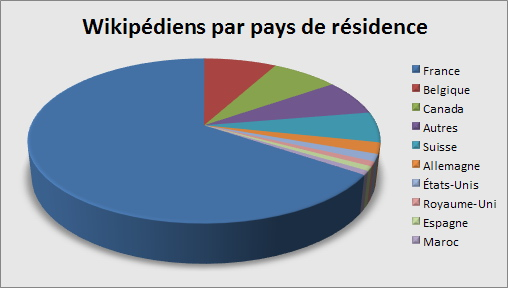
A francia változat szerkesztőinek lakhelyük szerinti megoszlása

Az első kezdőlap 2001. június 6-án jött létre. 2002 júniusában a francia Wikipédia egy új, zöld logót választott magának, amelyet egyik felhasználójuk készített. Az embléma nem hasonlított egyetlen más Wikipédia logójára sem, és sok kritikát kapott – részben azért, mert a kiválasztási folyamatba nem vontak bele minden szerkesztőt. Végül a logó maradt. Ugyanezen év augusztusában kiválasztották az első három adminisztrátort, és megtörtént az első IP-cím-blokkolás is. Az év utolsó hónapjában a szerkesztések száma nagymértékben megnőtt egy robotprogram folytán, ami a cikkeken végighaladva vandalizálta őket.
A 2003-as évben szerverleállások miatt az aktivitás csökkent. Január 6-án bevezették az új, színes kezdőlapot, amelyet később az angol és a lengyel Wikipédia is fölhasznált. 2003. április 13-án vált a harmadik legnagyobb nyelvi változattá, május 15-én pedig már 10 000 szócikket tartalmazott az enciklopédia. November 11-én megtörtént az első végleges kitiltás is, a szerkesztő ismételt vandalizmusai miatt. 11 nappal később a francia Wikipédia már 20 000 szócikket tartalmazott.
A 25 000. szócikk még 2004. január 26-án megszületett, az 50 000. pedig augusztus 29-én. Ennek duplája 2005. április 21-én keletkezett. Az 500 000 szócikket 2007. május 28-án érték el. Az egymillió 2010. szeptemberi megszületése után 2012 februárjában több mint 1 200 000 szócikket mondhat magáénak.
2008. február 20-án Franciaország legnevesebb nyomtatott enciklopédiája, a Quid megszakította a kiadások forgalmazását, az eladások alacsony számáért a Wikipédiát hibáztatva.